# Elefantina
Elefantina (staroegipčansko ꜣbw, arabsko جزيرة الفنتين‎, latinizirano: Gazīrat il-Fantīn, starogrško Ἐλεφαντίνη, latinizirano: Elefantini, koptsko(Ⲉ)ⲓⲏⲃ) je otok na Nilu in hkrati del mesta Asuan v Gornjem Egiptu. Na otoku so bogata arheološka najdišča.

## Geografija
Elefantina je dolga 1.200 m in široka 400 m. Skupaj z bližnjimi otoki v Asuanu je vidna s hribov na zahodnem bregu Nila. Leži tik pod prvim Nilovim kataraktom na meji med Gornjim Egiptom in Spodnjo Nubijo. 
Ime bi lahko dobila po svoji obliki, ker je iz zraka videti kot slonov trobec, ali po zaobljenih skalah na bregovih, ki so podobne slonom. 

## Stari Egipt
Stari Egipčani so otok na meji med Egiptom in Nubijo imenovali ꜣbw – Slon. Imel je odličen strateški položaj tako za obrambo države kot za nadzor trgovanja po Nilu. Elefantina je bila trdnjava, ki je v drugem vmesnem obdobju Egipta označevala južno mejo države.
Po egipčanskem prepričanju je bila prebivališče boga Hnuma, boga kataraktov z ovnovo glavo, ki je iz jam pod otokom čuval in nadziral vode Nila. Kasneje so ga častili kot boga iz pozne triade elefantinskih bogov, v kateri sta bili še boginji Satet in Anuket. Satet so častili že zelo zgodaj kot boginjo vojne in zaščitnico tega dela Egipta. Ko so v njej začeli gledati boginjo plodnosti, je poosebljala obilne poplave Nila, poplave pa so poistovetili z njeno hčerko Anuket. Satetin kult je izviral iz starodavnega mesta Asuan. Po ustanovitvi Elefantinske triade, je njen mož postal bog Hnum, ki so ga šteli za Anuketinega očeta. Kasneje se je njegova vloga spremenila. Skrb za Nil so prevzeli drugi bogovi, Hnumu kot lončarju pa so pripisali dolžnost ustvarjalca človeških teles.

### Arheološke najdbe
Arheološka izkopavanja, ki še potekajo, so odkrila veliko predmetov, ki so zdaj razstavljeni v Asuanskem muzeju na samem otoku. Najstarejši so iz prazgodovinskega obdobja. Med najzanimivejše spadata mumificiran Hnumov oven in tako imenovan Elefantinski koledar (v fragmetih) iz obdoblja Tutmoza III. (Osemnajsta dinastija, 1458–1425 pr. n. št.). 
V obdobju Starega Egipta je bil na Elefantini pomemben kamnolom  granita za gradnje po celem kraljestvu.
Templji
Prvi tempelj na Elefantini je pripadal boginji Satet. Zgrajen je bil okoli leta 3000 pr. n. št. in bil v naslednjih 3000 letih večkrat razširjen in obnovljen. Stari zapisi kažejo, da je bil v zgodnji Tretji dinastiji zgrajen še Hnumov tempelj, ki je bil v poznem obdobju Egipta med vladanjem Trinajste dinastije popolnoma obnovljen. Grška Ptolemajska dinastija, ki je v Egiptu vladala skoraj tristo let (305–30 pr. n. št.) je ohranjala stare verske običaje in izročila in nekaj egipčanskih bogov celo posvojila. 
Do leta 1822 sta bila na Elefantini tudi templja Tutmoza III. in Amenhotepa III. Oba sta bila v dokaj dobrem stanju, med vojnim pohodom Mohameda Alija za osvojitev Sudana pa sta bila uničena. 
Večino južnega konca otoka zasedajo ruševine Hnumovega templja, ki so hkrati najstarejše še obstoječe ruševine na otoku. Med njimi sta granitna stopničasta piramida iz Tretje dinastije in majhen tempelj, ki ga je zgradil Hekaib iz šeste dinastije lokalnih nomarhov. V Srednjem kraljestvu so kipe in oltarje templju darovali številni uradniki in lokalni guvernerji (nomarhi), med njimi Sarenput I. in Hekaib III. Od Starega kraljestva do rimskega obdobja je imel Asuanski nom 42 nomarhov.
Nilometri
Nilometri so bili zgradbe za mejenje čistoče Nilove vode in njegove višine med letnimi poplavami. Na Elefantini sta bila dva nilometra. Bolj znan je pretočni nilometer, ki je bil s kamnitim stopniščem povezan s Satetinim templjem. Bil je eden od najstarejših v Egiptu. Nazadnje je bil obnovljen v rimskih časih in se je uporabljal še v 19. stoletju. Devetdeset stopnic, ki vodijo do reke, je oštevilčenih z rimskimi, arabskimi in egipčanskimi številkami. Ob vodni gladini je v skalo vklesan napis iz Sedemnajste dinastije.
Drug nilometer je pravokoten bazen na skrajnem južnem rtu otoka v bližini Hnumovega templja in je verjetno starejši od prvega. Enega od njiju, ne ve se katerega, je omenil tudi grški zgodovinar Strabon.
Več virov trdi, da je bil slavni Eratostenov vodnjak, povezan z njegovim izračunom obsega Zemlje, prav na Elefantini. Strabon omenja, da ga je izbral zato, ker je bil na Rakovem povratniku, in da je bil v Asuanu in ne na Elefantini. Za tovrstne meritve noben elefantinski nilometer ni uporaben, asuanski vodnjak pa se je očitno izgubil.

## Judovska skupnost
Elefantinski papirusi so zbirka pravniških dokumentov in dopisov, pisanih v aramejskem jeziku, ki dokazuje obstoj judovske skupnosti. Skupnost so ustanovili morda vojaški najemniki nekje v 5. stoletju pr. n. št. Imeli so svoj tempelj (Jahvejeva hiša), v katerem so opravljali svoje verske obrede.
Tempelj je bil zgrajen morda kot odziv na mnogoboštvo, ki ga je nameraval ponovno uvesti judejski kralj Manase, bolj verjetno pa zato, da bi služil verskim potrebam lokalne judovske skupnosti.

## Druge zanimivosti
Arheološke najdbe z Elefantine so na ogled v Asuanskem muzeju na južnem koncu otoka. V srednjem delu otoka so tri še žive nubijske vasice, na severnem pa velik luksuzen hotel. Na sosednjem otoku El Nabat je botanični vrt.